# Dustin Kilgore
Dustin Kilgore (ur. 28 maja 1989) – amerykański zapaśnik w stylu wolnym. Złoty medalista mistrzostw panamerykańskich w 2012 i 2015. Trzeci w Pucharze Świata w 2014. Srebrny medal na akademickich MŚ w 2014 roku. Zawodnik Kent State University.
Zawodnik Berea High School i Kent State University. Trzy razy All-American (2010–2014) w NCAA Division I; pierwszy w 2011; drugi w 2013 i siódmy w 2010 roku.